# Pigouskat
En Pigouskat eller Pigouafgift (staves også Pigou-skat og Pigou-afgift) er en skat på en økonomisk aktivitet, som modsvarer den negative eksternalitet, som aktiviteten giver anledning til. Dermed korrigerer skatten en markedsfejl og bidrager til en mere efficient allokering af goderne, idet afgiften vil medføre en lavere efterspørgsel efter aktiviteten. Er afgiften fastsat korrekt, vil aktiviteten blive udført netop i det omfang, der er samfundsmæssigt efficient, sådan at afgiften ophæver forvridningen forbundet med den negative eksternalitet. Modsat andre former for beskatning, som typisk medfører et dødvægtstab, vil pålæggelsen af en Pigouskat altså i sig selv forbedre markedsøkonomiens virkemåde, idet den skaber mere hensigtsmæssige prissignaler. Med et fagudtryk bevirker skatten, at de marginale private omkostninger bliver lig med de marginale samfundsmæssige omkostninger
Et oplagt eksempel er en CO2-afgift og tilsvarende afgifter på udledninger af andre drivhusgasser som metan og lattergas. I fravær af en afgift vil der i en markedsøkonomi blive udledt for mange drivhusgasser, fordi de privatøkonomiske omkostninger ved de aktiviteter, som skaber udledningerne, er lavere end de reelle samfundsøkonomiske omkostninger (som inkluderer den eksterne effekt af de fremtidige klimaforandringer, som udledningen giver anledning til). Pålægges udledningerne en afgift, vil de blive dyrere, og der vil derfor blive udledt færre drivhusgasser. Har afgiften den korrekte størrelse, så den samlede pris inklusive afgift netop afspejler alle de reelle samfundsmæssige omkostninger ved den pågældende aktivitet, vil udledningerne af drivhusgas falde til det samfundsmæssigt hensigtsmæssige niveau.
Pigouskatter er opkaldt efter den engelske økonom Arthur Cecil Pigou, der var en af velfærdsøkonomiens grundlæggere. Han udgav i 1920 bogen The Economics of Welfare, hvor han beskrev det grundlæggende problem med eksternaliteter som eksempelvis forurening og anbefalede at afhjælpe de problemer, de skaber, med en passende afgift.
Er der tale om en positiv eksternalitet i stedet for en negativ, vil en ureguleret markedsøkonomi udføre den pågældende aktivitet for lidt i forhold til, hvad der er samfundsøkonomisk efficient. I det tilfælde kan staten igen korrigere problemet, denne gang ved at give et tilskud til den pågældende eksternalitet. Et sådant tilskud kaldes tilsvarende et Pigousubsidium.